# Springs (groupe)
Springs est un groupe féminin de J-pop créé en 2002, formé de trois idoles japonaises, dont Aya Hirano et la future Maria. Il est dissous fin 2003, après avoir sorti cinq disques chez EMI Music Japan, et avoir notamment interprété le premier générique d'ouverture de la série anime Bakuten Shoot Beyblade G Revolution. 
Par la suite, Aya Hirano débute en 2006 une carrière de seiyū, rencontrant le succès et sortant de nombreux disques en solo. Yūki Yoshida rejoint en 2006 le groupe Sound Horizon, sous le nom YUUKI. Ayaka Itō débute également une carrière de chanteuse en solo en 2009 chez Universal Music Japan, sous le nom Maria.

## Membres
- Aya Hirano (平野綾?, née le 8 octobre 1987)
- Ayaka Itō (伊藤彩華?, née le 29 janvier 1987), alias Maria
- Yūki Yoshida (吉田有希?, née le 29 mars 1989), alias YUUKI

## Discographie

### Singles
- 2003.01.22 : DOWN TOWN  (reprise de SUGAR BABE)
- 2003.02.26 : Kogarashi ni dakarete (木枯しに抱かれて?) (reprise de Kyoko Koizumi)
- 2003.03.26 : Raspberry Dream (reprise de REBECCA)
- 2003.09.03 : Identified (générique d'ouverture de Beyblade G Revolution)

### Albums
- 2003.03.26 : Springs Super Best

### DVD
- 2003.09.03 : ? (涙にバイニー?)